# محمدجعفر مصفا
محمدجعفر مصفا (متولد ۱۳۱۲ ش، خمین – درگذشتهٔ ۱۳ اسفند ۱۳۹۷) نویسنده، مترجم و مولوی‌شناس اهل ایران است؛ که کتاب‌ها و مقالات زیادی در رابطه با خودشناسی و انسان‌شناسی نوشته‌است.
مصفا چندین مقاله نوشته و در جاهای مختلف از جمله فرهنگسرای اندیشه تهران نیز جلساتی تحت عنوان خودشناسی برگزار کرده‌است.

## عقاید
در بخش‌هایی از کتاب آگاهی اثر محمدجعفر مصفا آمده است: به علت حاکمیت پندار بر ذهن، اتاق وجود من، یعنی ذهن من تاریک است. اکنون از درون این اتاق تاریک به ده ها و صدها موضوع اجتماعی یا هر موضوع دیگر نگاه میکنم و نتیجتا همه آنها را تاریک می‌بینم. حال کار مفید این نیست که تو آن ده یا صد موضوع و مورد را برای من روشن کنی، کار مفید این است که کمک کنی به روشن شدن اتاق تاریک ذهنم. وقتی این اتاق روشن شد خود من می‌توانم از یک موضع روشن آن صد مورد و بیشتر از آن را روشن ببینم.
مصفا در کتاب «رابطه» اش می‌نویسد:« هیچ فکری در ذهن نمی‌جوشد مگر اینکه در پشت آن نیازی نهفته باشد.» مصفا معتقد است انسان تمام عمر خود را مشغول آن چیزی است که نیست! و تأکید دارد که تمام فکرها و اندیشه‌های اعتباری ئی که انسان در سر دارد زائد است، «من» را اعتباری دانسته و آن را مرکز موهومی از مجموعه ارزش‌های ثبت شده در ذهن می‌داند.

### تالیفات
- تفکر زائد
- آگاهی
- نامه‌ای به ندیده‌ام
- رابطه
- با پیر بلخ
- انسان در اسارت فکر
- هله!
- زندگی و مسائل

### ترجمه‌ها

#### نوشتهکریشنامورتی
- حضور در هستی
- نگاه در سکوت
- فراسوی خشونت
- شادمانی خلاق
- شرح زندگی
- شعله حضور و مدیتیشن
- تعالیم کریشنامورتی
- سکون و حرکت
- عشق و تنهایی

#### نوشتهکارن هورنای
- تضادهای درونی ما
- شخصیت عصبی زمانه ما
- عصبیت و رشد آدمی
- خودکاوی[۵]